# Belvís de la Jara
Belvís de la Jara é um município da Espanha na província de Toledo, comunidade autónoma de Castilla-La Mancha, de área 114 km² com população de 1735 habitantes (2006) e densidade populacional de 15,22 hab./km².

## Demografia
| Variação demográfica do município entre 1991 e 2004 | Variação demográfica do município entre 1991 e 2004 | Variação demográfica do município entre 1991 e 2004 | Variação demográfica do município entre 1991 e 2004 |
| --------------------------------------------------- | --------------------------------------------------- | --------------------------------------------------- | --------------------------------------------------- |
| 1991                                                | 1996                                                | 2001                                                | 2004                                                |
| 1901                                                | 1808                                                | 1651                                                | 1733                                                |